# Oogstreeprandwants
De oogstreeprandwants (Ceraleptus lividus) is een wants uit de familie randwantsen (Coreidae).

## Uiterlijk
De oogstreeprandwants is bruin van kleur en is goed te herkennen aan een donkere streep aan de zijkant van de kop, die over de ogen en langs de zijkant van het halsschild loopt. Aan de zijkant van het corium loopt een lichte streep. De lengte is 10 – 11,5 mm.

## Verspreiding en habitat
De soort wordt aangetroffen in Midden Europa van de Middellandse Zee tot het zuiden van Zweden en Engeland en in het oosten door Klein-Azië en de Kaukasus naar Centraal-Azië. Hij heeft een voorkeur voor vooral in droge, zonnige woongebieden.

## Leefwijze
De dieren leven op verschillende planten uit de vlinderbloemenfamilie (Fabaceae), zoals klaver (Trifolium), rupsklaver (Medicago), Lathyrus en wikke (Vicia). De volwassen wants overwintert. De nieuwe volwassen generatie verschijnt in augustus.